# Glud (plaats)
Glud is een plaats in de Deense regio Midden-Jutland, gemeente Hedensted, en telt 649 inwoners (2008).